# 福井県歯科医師会

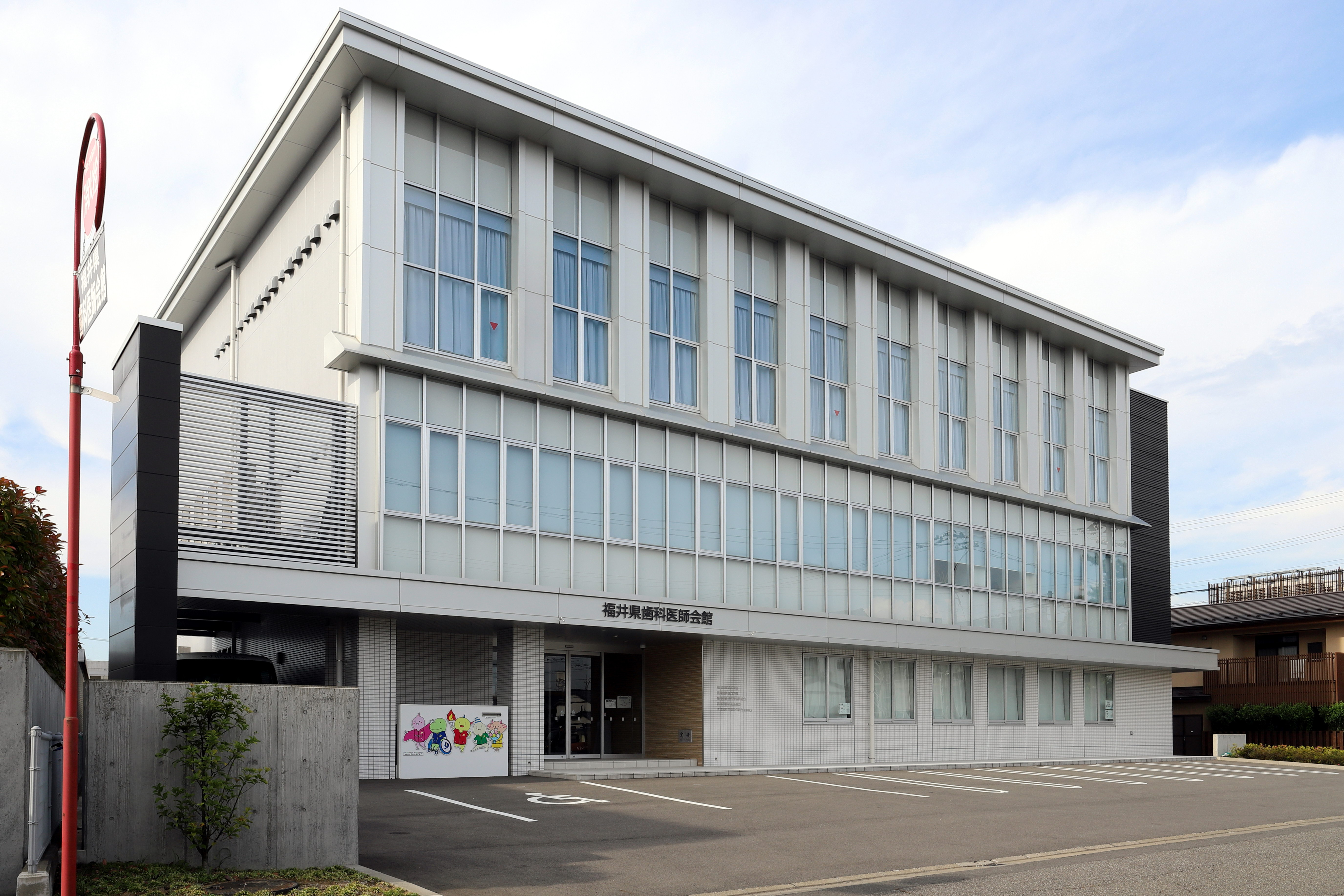
福井県歯科医師会館

一般社団法人福井県歯科医師会（ふくいけんしかいしかい 英称 Fukui Dental Association）は、福井県の歯科医師を会員とする法人。

## 本部所在地
- 〒910-0001 福井県福井市大願寺3-4-1

## 郡市歯科医師会
- 福井市歯科医師会 - 同敷地内にある。